# Agrioglypta mascarenalis
Agrioglypta mascarenalis là một loài bướm đêm trong họ Crambidae.